# Manuel de Sousa Antunes
Manuel de Sousa Antunes, mais conhecido como Padre Manuel Antunes, (n. Santa Eufémia, Leiria, 29 de Junho de 1951) é um sacerdote português.

## Biografia
Nasceu em 14 de Março de 1923, na freguesia de Santa Eufémia, no concelho de Leiria.
Iniciou a sua carreira eclesiástica em Outubro de 1940, com a entrada no Seminário de Leiria, e em 29 de Junho de 1951 foi ordenado padre pelo bispo D. José Alves Correia da Silva. Cerca de seis meses depois foi destacado para a paróquia de Maceira, e em 1952 foi transferido para São Mamede, onde foi pároco durante 23 anos. Contribuiu de forma decisiva para o desenvolvimento cultural e social da paróquia, tendo impulsionado a criação de um dispensário de assistência materno-infantil, e organizado colónias de férias para crianças e mães, um teatro e uma equipa de futebol infantil. Após a Revolução de 25 de Abril de 1974, conseguiu combater, com o apoio da população local, os movimentos de preconceito que se geraram contra a igreja.
Em 1976 veio para o Santuário de Fátima, a convite de D. Alberto Cosme do Amaral, passando a prestar funções como o capelão de Fátima. Começou desde logo a trabalhar como coordenador do Serviço de Doentes, um serviço de apoio aos doentes e aos deficientes, tendo sido responsável pelo desenvolvimento da pastoral dos doentes. Posteriormente, também coordenou o Serviço de Associações, e em 1983 tornou-se assistente nacional do Movimento da Mensagem de Fátima, tendo sido o principal responsável pela organização e coordenação daquela associação até à entrada em funções do novo secretariado, em Dezembro de 2021. Acompanhou a Imagem Peregrina de Nossa Senhora do Rosário de Fátima durante cerca de dezasseis anos, entre 1982 e 1995, tanto em território nacional como no estrangeiro, sendo por esse motivo popularmente conhecido como o caixeiro-viajante de nossa Senhora de Fátima.
Em 1983 foi condecorado com a cruz PRO PIIS MARTITIS da Ordem de Malta, devido aos seus esforços no apoio aos peregrinos do Santuário de Fátima. Em 2022 ascendeu à categoria de Grã-Cruz de Mérito Melitense, por ter continuado este trabalho ao longo de quase meio século. De acordo com a nota emitida pela Ordem de Malta, «durante 45 anos visitou incansavelmente todos os postos de atendimentos de Peregrinos de norte a sul do país, fazendo dezenas de milhares de quilómetros num verdadeiro apostolado, que o faz ser reconhecido por todos os que peregrinaram a Fátima a pé. Sendo um conciliador, continuou a trabalhar incessantemente apoiado na opinião dos médicos e dos técnicos da Ordem de Malta de Portugal procurando gerar consensos que possibilitassem a uniformização dos tratamentos dispensados aos peregrinos na estrada, enquanto sensibilizava os agentes envolvidos para o peregrinar em segurança». Esta foi a terceira vez que esta homenagem foi entregue a personalidades portuguesas, tendo os primeiros sido o Arcebispo de Braga, D. Eurico Dias Nogueira, e o Cardeal Patriarca de Lisboa, D. Manuel Clemente.